# Hallertauer Magnum
Hallertauer Magnum, ook soms kortweg Magnum genoemd, is een hopvariëteit, gebruikt voor het brouwen van bier.
Deze hopvariëteit is een “bitterhop”, bij het bierbrouwen voornamelijk gebruikt voor zijn bittereigenschappen. Deze Duitse cultivar is een kruising tussen de Amerikaanse variëteit Galena en een Duitse mannelijke plant 75/5/3 De variëteit werd in 1980 gekweekt in het Hopfenforschungszentrum Hüll te Wolnzach, Beieren.

## Kenmerken
- Alfazuur: 8 – 13%
- Bètazuur: 5 – 7%
- Eigenschappen: hoge bitterheid en kruidig en citrusaroma